# Svájci tavak listája
Svájcban 1484 kisebb-nagyobb tó található, és mintegy 12 000 vízesés.

## Nagyobbtavak
(Melyeknek mérete meghaladja a 20 km²-t)
- Genfi-tó (Lac Léman, Lac de Genève) – 581,3 km²
- Boden-tó (Bodensee) – 541,1 km²
- Neuchâteli-tó (Lac de Neuchâtel) – 218,3 km²
- Lago Maggiore – 212,3 km²
- Vierwaldstätti-tó – 113,7 km²
- Zürichi-tó (Zürichsee) – 90,1 km²
- Luganói-tó (Lago di Lugano, Ceresio) – 48,7 km²
- Thuni-tó (Thunersee) – 48,4 km²
- Bieli-tó (Lac de Bienne, Bielersee) – 39,6 km²
- Zugi-tó (Zugersee) – 38,3 km²
- Brienzersee – 29,8 km²
- Waleni-tó (or Walensee, Lake Walenstadt) – 24,1 km²
- Murteni-tó (Lac Morat, Murtensee) – 23,0 km²

## Kisebb tavak
- Baldeggi-tó (Baldeggersee)
- La Gruyère-i-tó (Lac de la Gruyère)
- Hallwili-tó (Hallwilersee)
- Oeschinen-tó (Oeschinensee)
- Sarneri-tó (Sarnersee)
- Sempachi-tó (Sempachersee)
- Lauerzi-tó (Lauerzersee)
- Sils-tó (Silsersee)
- Silvaplana-tó (Sivaplanersee)
- St. Moritz-tó (St. Moritzersee)

Egelsee a neve több kisebb tónak például Bern, Bergdietikon és Bubikon környékén.